# Mariya Kryuchkova
Pour les articles homonymes, voir Krioutchkova.
Maria Ievguenievna Krioutchkova (en russe : Мария Евгеньевна Крючкова), née le 7 juillet 1988 à Rostov-sur-le-Don (RSFS de Russie) et morte le 8 mars 2015 dans la même ville, est une gymnaste artistique russe.
Elle est médaillée de bronze au concours général par équipe aux Jeux olympiques d'été de 2004 à Athènes,.